# Nils Blommér

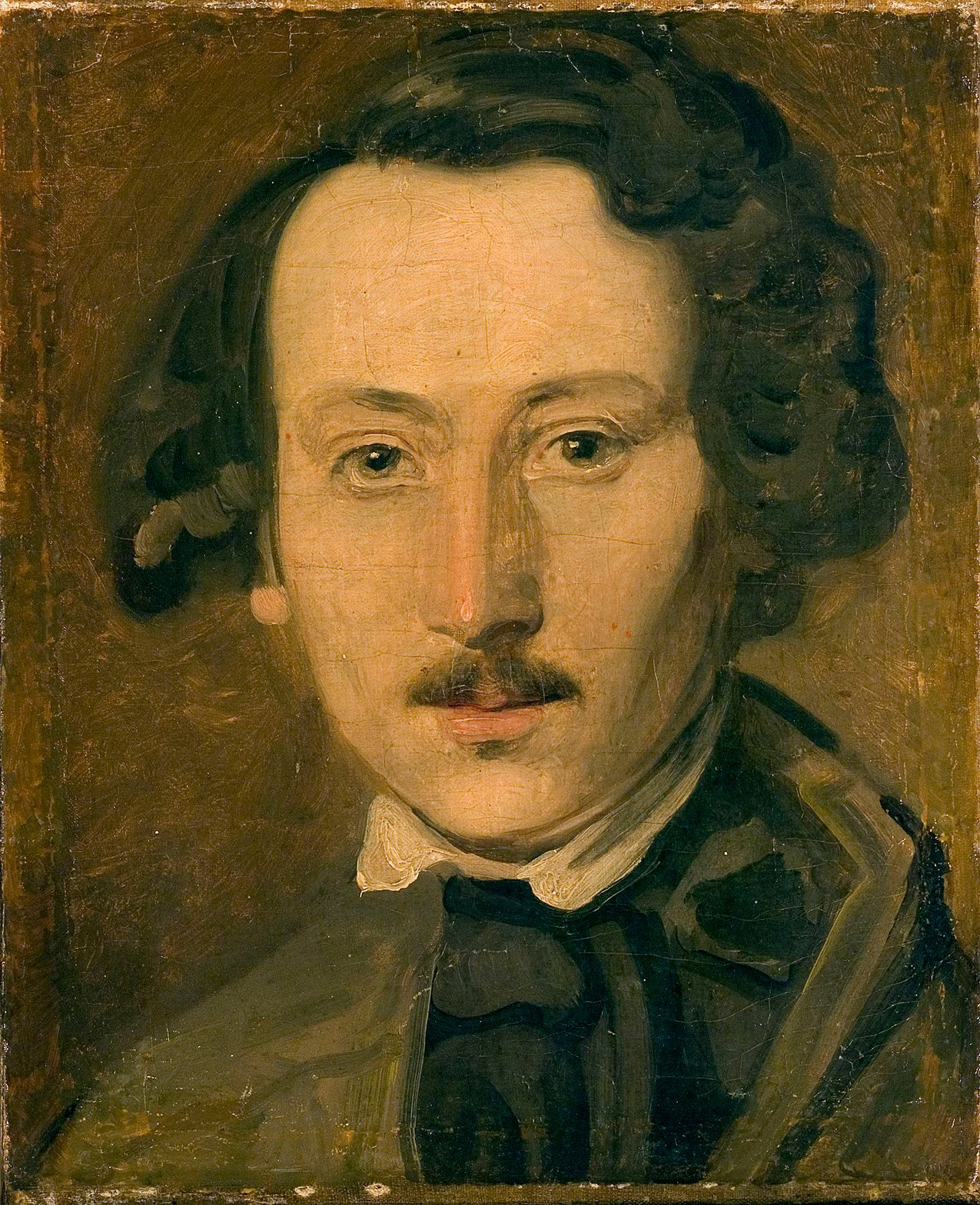
Nils Blommér avporträtterad i olja på duk av Alexis Wetterbergh (1816-1872). Finlands Nationalgalleri, Helsingfors.

Nils Blommér, eg. Nils Jakob Olsson, född 12 juni 1816 i Blommeröd, Öveds socken, Skåne, död 1 februari 1853 i Rom, var en svensk målare, bosatt i Paris och Rom.

## Biografi
Blommér inledde sin bana som målarlärling hos Magnus Körner i Lund och började 1839 på Konstakademien i Stockholm. 1847 fick han ett generöst stipendium och reste till Paris, där han kom att studera för den akademiske målaren Léon Cogniet.
Blommér var naturmystiker och mycket påverkad av tidens strömningar. Nyromantikerna Geijer, Atterbom och Stagnelius liksom vurmen kring folkvisan hade ett stort inflytande på Blommérs måleri från hans parisiska horisont. Därifrån sände han hem ett flertal målningar kring älvtemat, till exempel Ängsälvor (1850), influerade av den österrikiske målaren Moritz von Schwinds motiv från folktron. Blommér var förvissad om att naturen hade en inneboende själ, som symboliserades av dessa väsen och mytiska sagogestalter.
Ängsälvor inordnades tillsammans med målningarna Sommarkvällen, Näcken och Ägirs döttrar och Asgårdsreia i en svit som gestaltade de nordiska årstiderna.
Han gifte sig 7 november 1852 i Rom med konstnären Edla Gustava Jansson. Knappt tre månader efter vigseln avled Blommér i sviterna av en lunginflammation. Blommér finns representerad vid bland annat Göteborgs konstmuseum, Livrustkammaren, Norrköpings konstmuseum och Nationalmuseum i Stockholm.

## Galleri

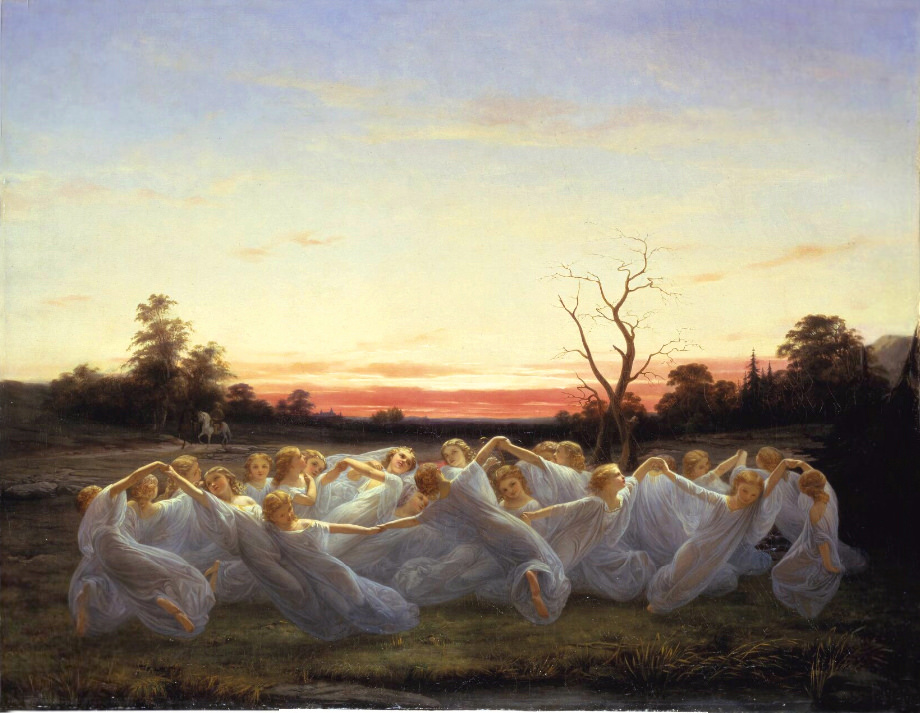
Ängsälvor (1850), Nationalmuseum, Stockholm.
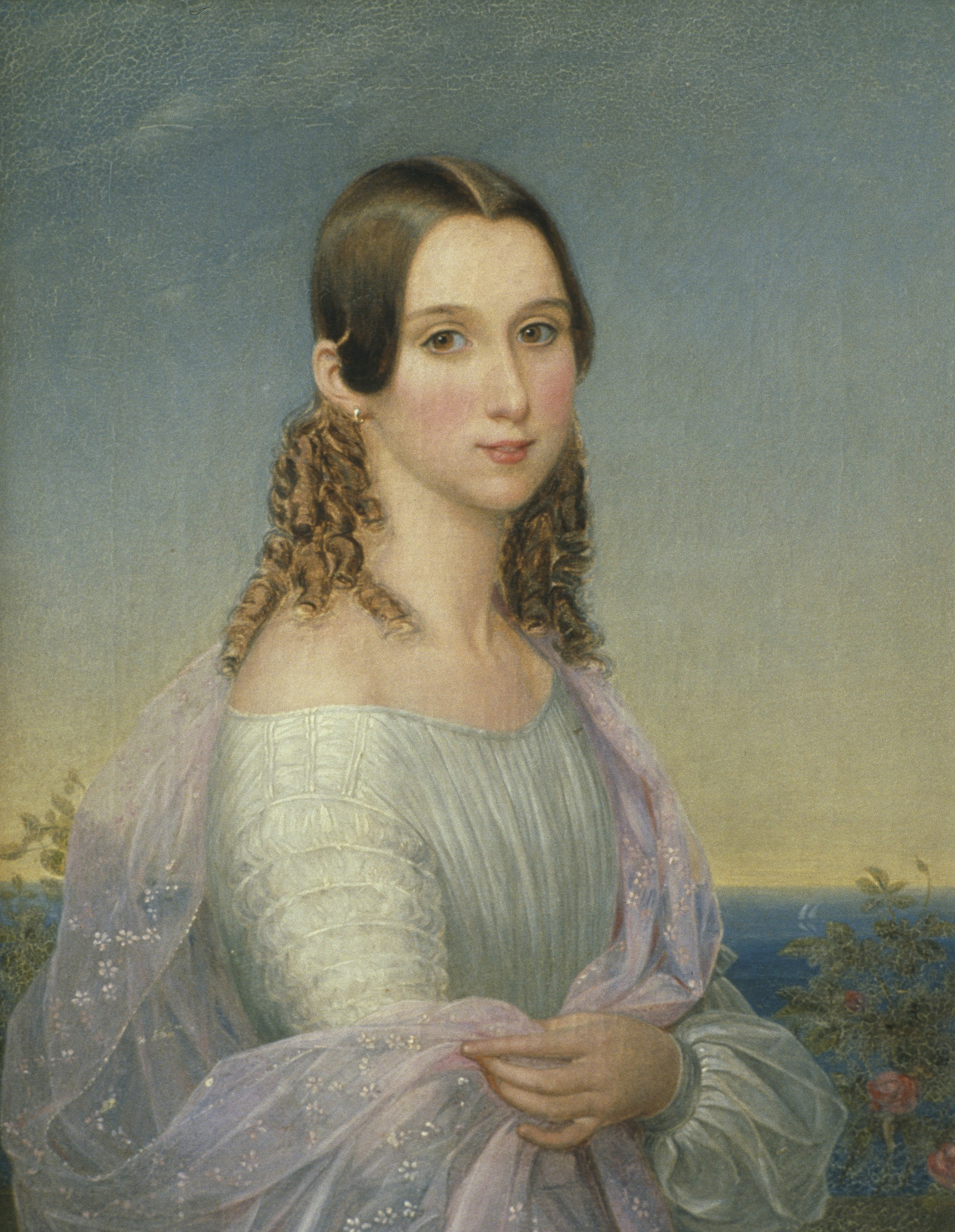
Prinsessan Eugenia av Sverige (1846), Nationalmuseum, Stockholm.
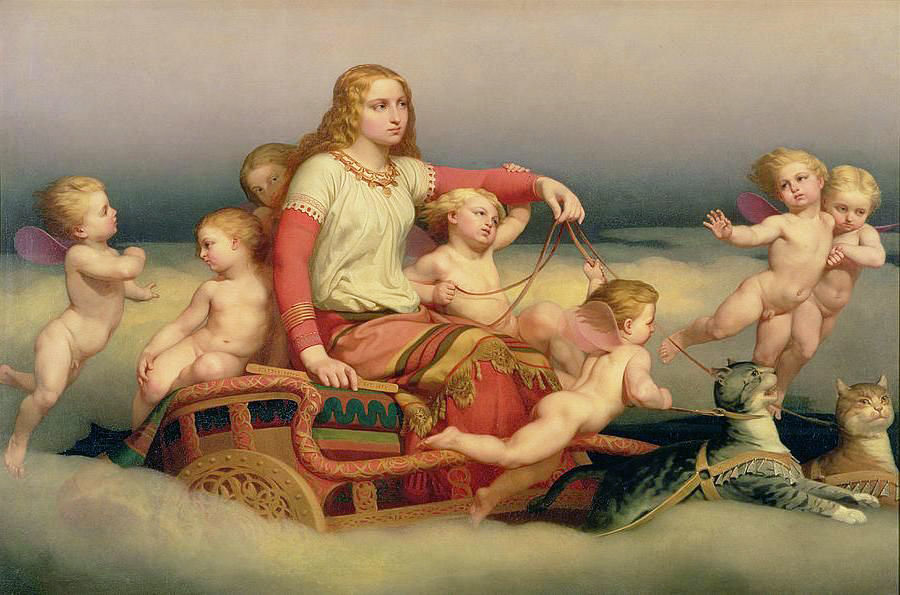
Freja och katter och änglar söker sin make (målat i Rom 1852), Nationalmuseum, Stockholm.
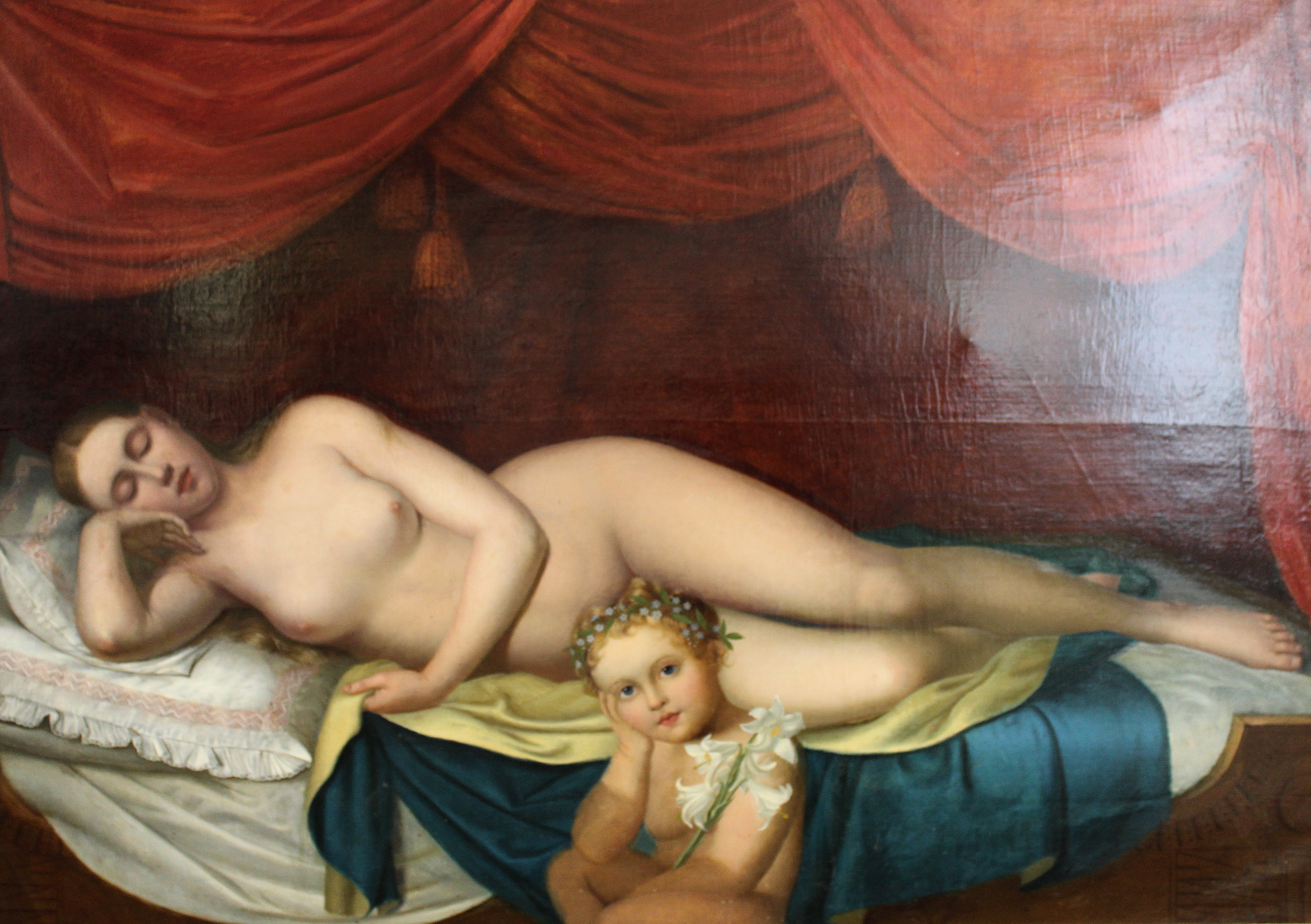
Moder Sverige sover lugnt, Malmö konstmuseum, Malmöhus slott.
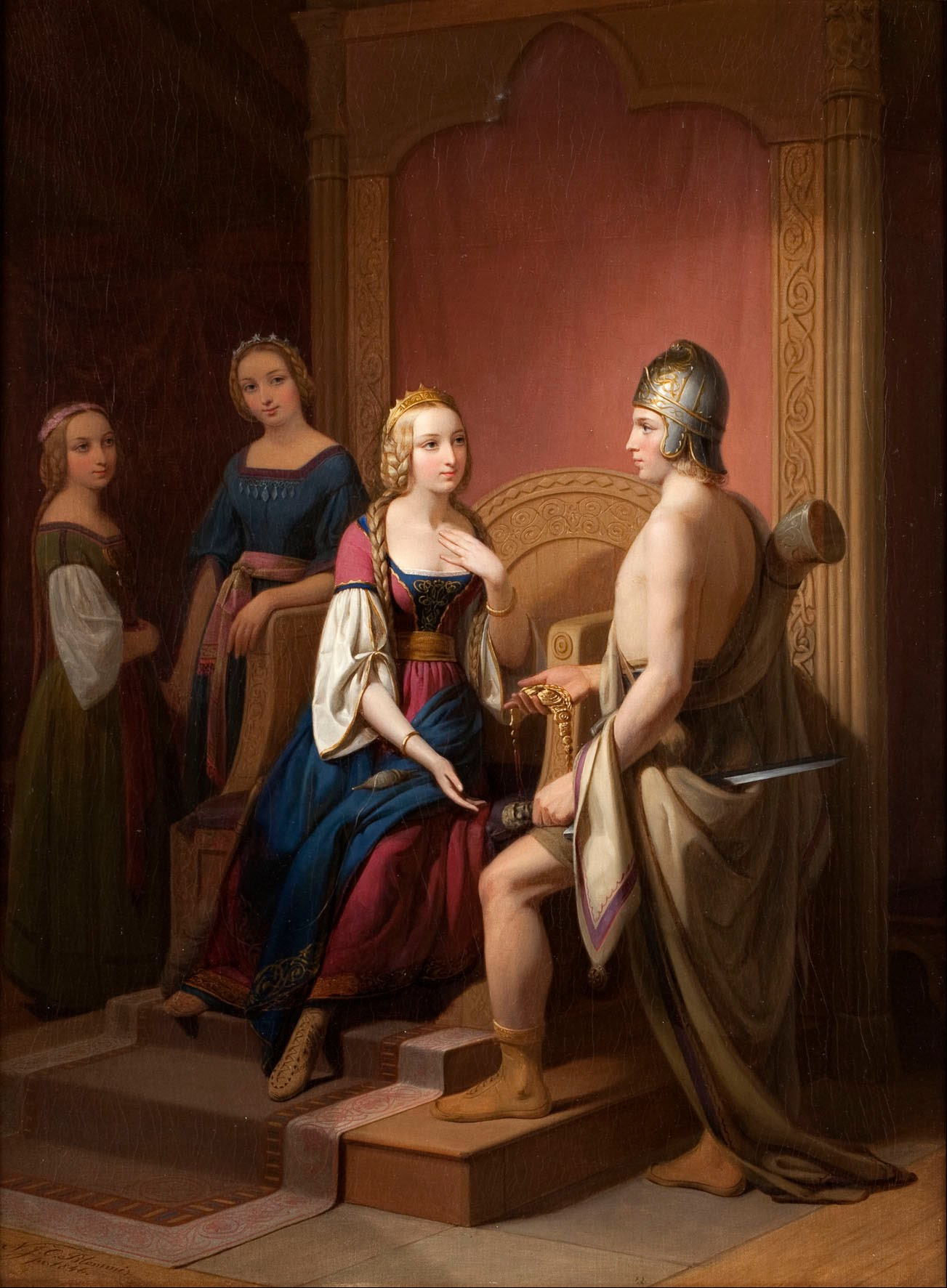
Heimdall öfverlemnar till Freya smycket Bryfing (1846), Malmö konstmuseum, Malmöhus slott.
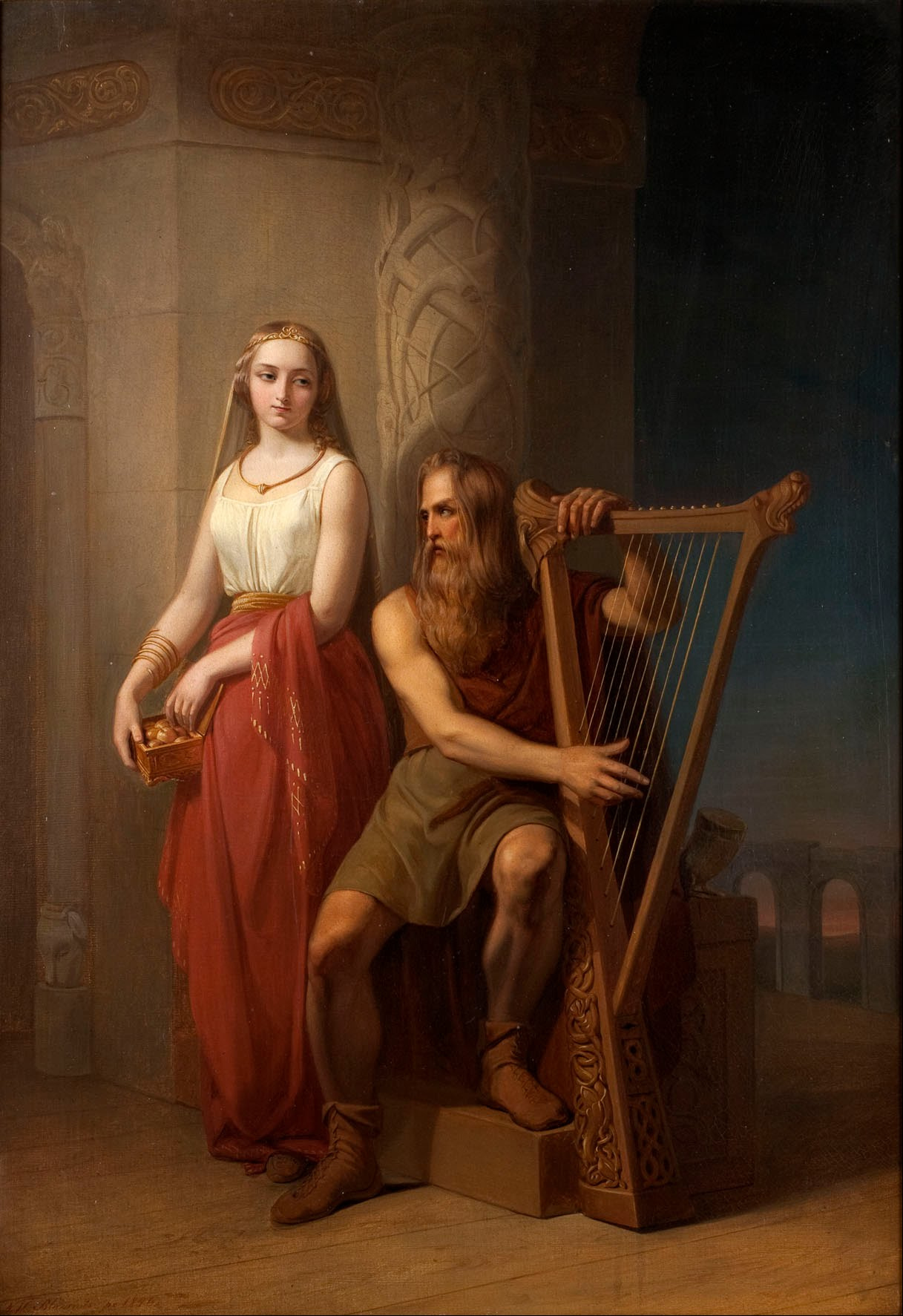
Idun och Brage (1846), Malmö konstmuseum, Malmöhus slott.
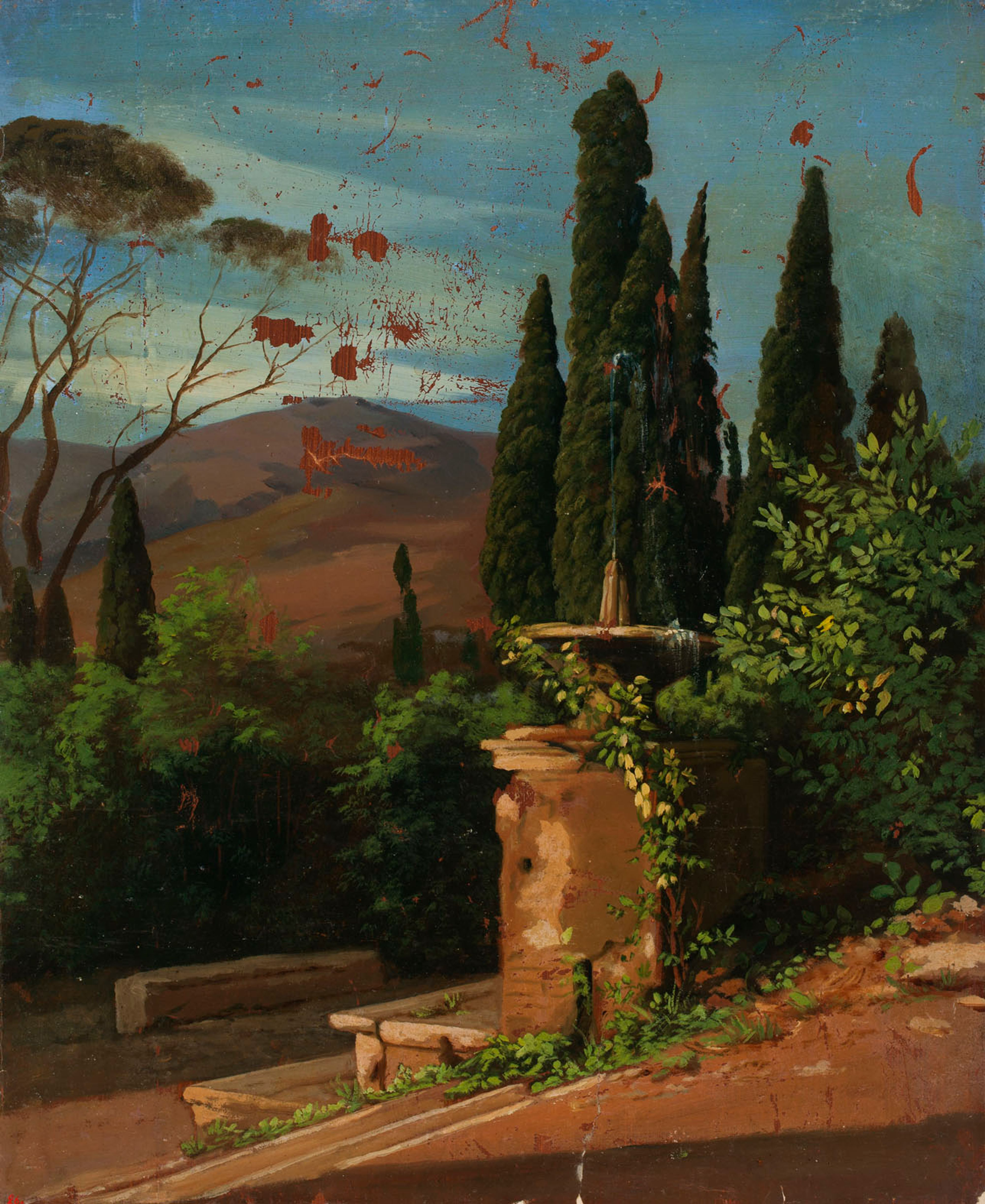
Landskap från Italien, Nationalmuseum, Helsingfors.
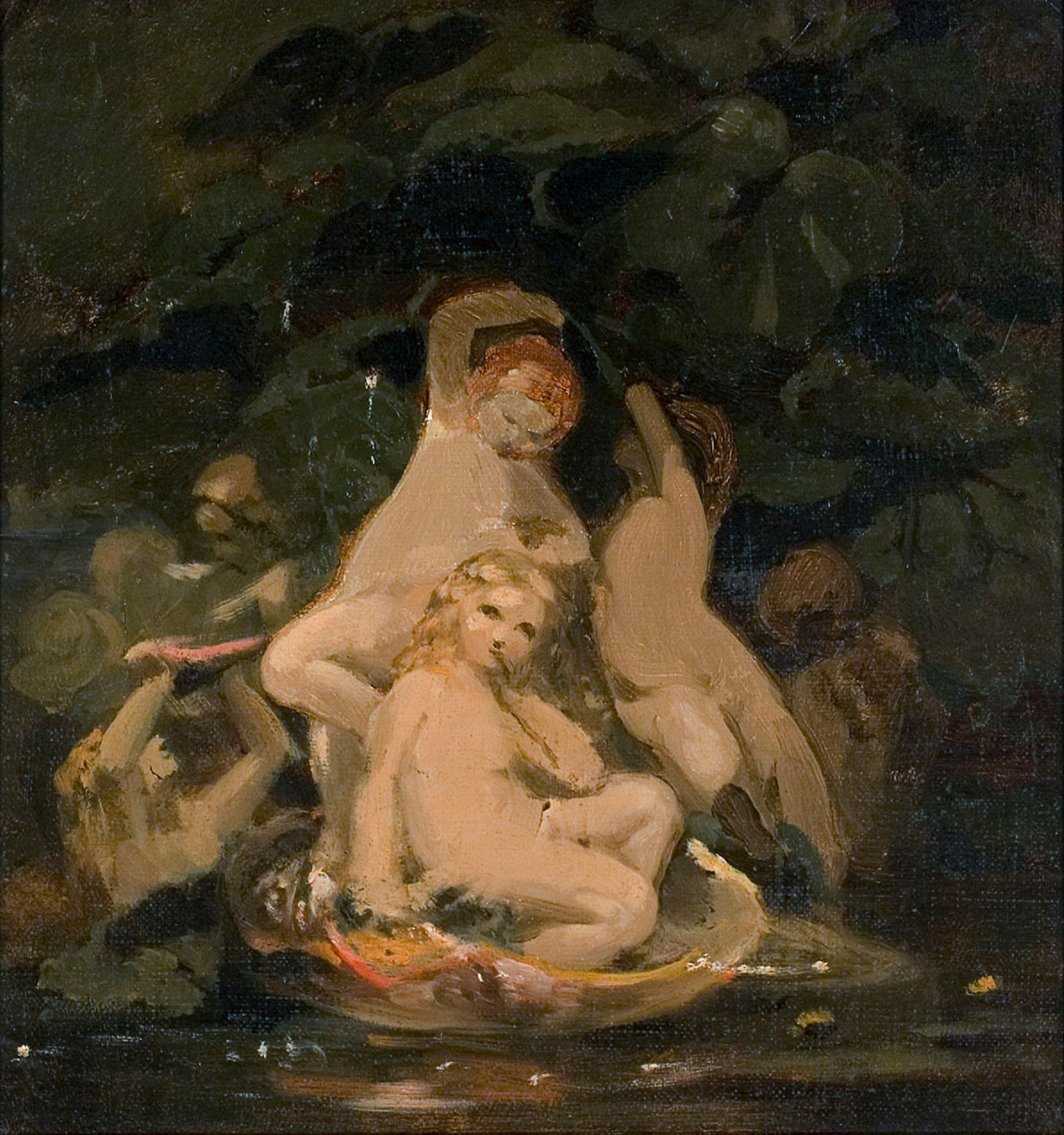
Nymfer, Nationalmuseum, Helsingfors.
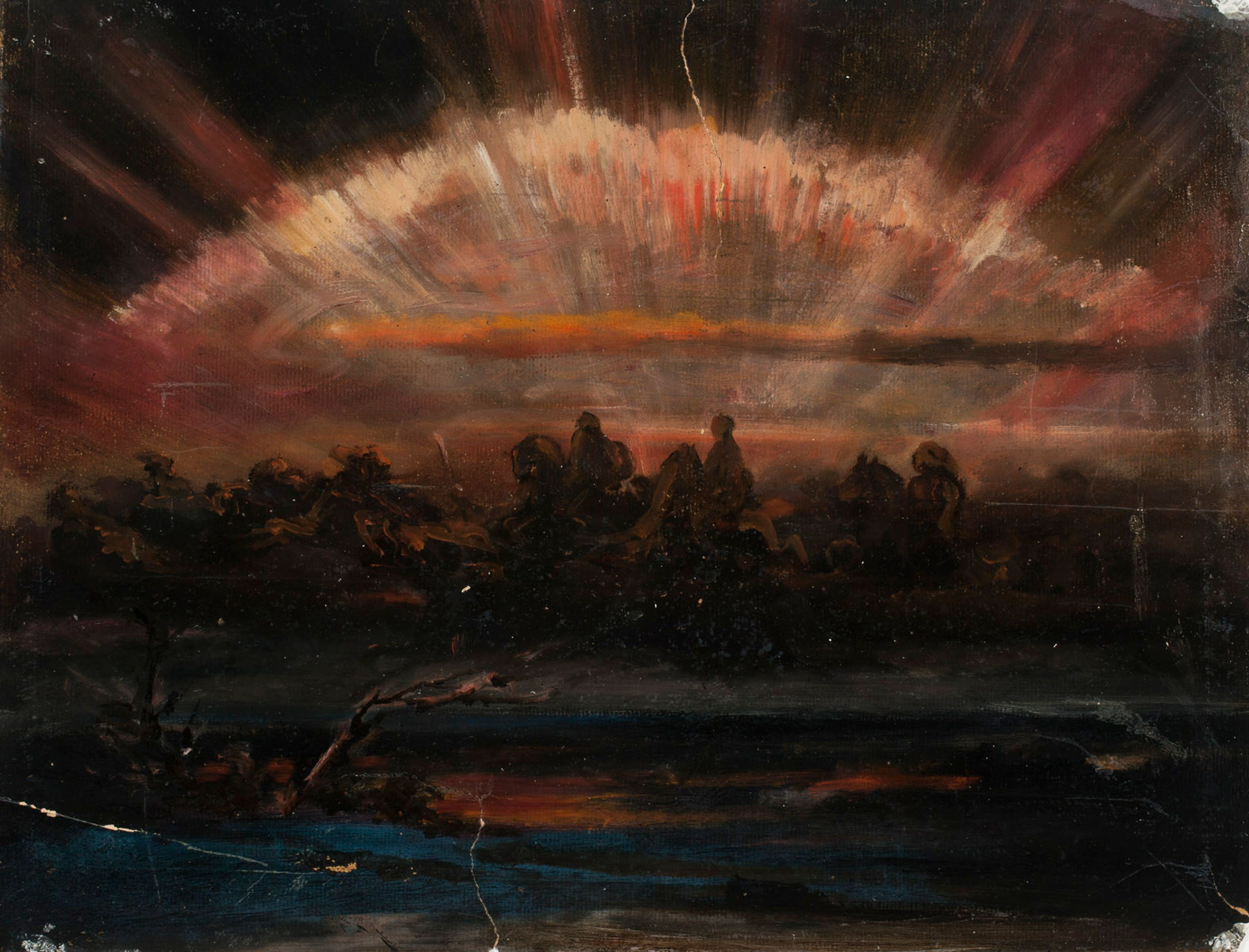
Asgårdsreia, skiss, Nationalmuseum, Helsingfors.